# Pseudocerastes fieldi
Espèce
Synonymes
- Pseudocerastes persicus fieldi Schmidt, 1930

Statut de conservation UICN

 LC  : Préoccupation mineure
Pseudocerastes fieldi  est une espèce de serpents de la famille des Viperidae.

## Répartition
Cette espèce se rencontre en Égypte au Sinaï, en Israël, en Syrie, en Jordanie, en Arabie saoudite, dans le sud-ouest de l'Irak et dans le Sud-Ouest de l'Iran.

## Description
L'holotype de Pseudocerastes fieldi, un mâle adulte, mesure 726 mm dont 81 mm pour la queue et dont le diamètre maximum est de 38 mm.
C'est un serpent venimeux.

## Étymologie
Son nom d'espèce lui a été donné en l'honneur de Henry Field (1902-1986) qui a collecté l'holotype,.

## Publication originale
- Schmidt, 1930 : Reptiles of Marshall Field North Arabian Desert Expedition, 1927-1928. Fieldiana Zoology, vol. 17, no 6, p. 221-230 (texte intégral).